# Polluce (torpilleur)
Le Polluce (fanion « PC ») était un torpilleur italien de la classe Spica - type Alcione lancé en 1937 pour la Marine royale italienne (en italien : Regia Marina).

## Conception et description
Les torpilleurs de la classe Spica devaient répondre au traité naval de Londres qui ne  limitait pas le nombre de navires dont le déplacement standard était inférieur à 600 tonnes. Hormis les 2 prototypes, 3 autres types ont été construits : Alcione, Climene et Perseo. Ils avaient une longueur totale de 81,42 à 83,5 mètres, une largeur de 7,92 à 8,20 mètres et un tirant d'eau de 2,55 à 3,09 mètres. Ils déplaçaient 652 à 808 tonnes à charge normale, et 975 à 1 200 tonnes à pleine charge. Leur effectif était de 6 à 9 officiers et de 110 sous-officiers et marins
Les Spica étaient propulsés par deux turbines à vapeur à engrenages Parsons , chacune entraînant un arbre d'hélice et utilisant la vapeur fournie par deux chaudières Yarrow. La puissance nominale des turbines était de 19 000 chevaux-vapeur (14 000 kW) pour une vitesse de 33 nœuds (61 km/h) en service, bien que les navires aient atteint des vitesses supérieures à 34 nœuds (62,97 km/h) lors de leurs essais en mer alors qu'ils étaient légèrement chargés. Ils avaient une autonomie de 1 910 milles nautiques (3 540 km) à une vitesse de 15 nœuds (27,7 km/h)
Leur batterie principale était composée de 3 canons 100/47 OTO Model 1937. La défense antiaérienne (AA) des navires de la classe Spica était assurée par 4 mitrailleuses jumelées Breda Model 1931 de 13,2 millimètres. Ils étaient équipés de 2 tubes lance-torpilles de 450 millimètres (21 pouces) dans deux supports jumelés au milieu du navire.  Les Spica étaient également équipés de  2 lanceurs de charges de profondeur et d'un équipement pour le transport et la pose de 20 mines.

## Construction et mise en service
Le Polluce est construit par le chantier naval Cantieri del Mediterraneo à Naples en Italie, et mis sur cale le 13 février 1937. Il est lancé le 24 octobre 1937 et est achevé et mis en service le 8 août 1938. Il est commissionné le même jour dans la Regia Marina.

## Histoire de service
Au cours de la première période de service, le torpilleur Polluce est basé en Libye.
Lorsque l'Italie est entrée dans la Seconde Guerre mondiale, le navire fait partie du XIVe escadron de torpilleurs basé à Messine, qu'il forme avec ses navires-jumeeaux (sister ships) Pallade, Partenope et Pleiadi. L'unité est commandée par le lieutenant de vaisseau (tenente di vascello) Ener Bettica (qui sera promu au rang de capitaine de corvette en septembre 1940 et restera à la tête du torpilleur jusqu'au mois suivant).
Dans la nuit précédant la déclaration de guerre, entre le 9 et le 10 juin 1940, le Polluce et son navire-jumeau Calipso, ainsi que les destroyers Corazziere et Lanciereet les croiseurs légers Cadorna et Da Barbiano, effectuent la pose d'un champ de mines entre les îles de Lampedusa et Kerkennah.
Le navire est ensuite employé à des fonctions d'escorte de convois et de lutte anti-sous-marine dans les eaux de la Sicile, de la Libye et de l'Albanie et dans la mer Égée.
Le 13 juin 1940, le Polluce est |attaqué sans succès à la torpille, avec le sous-marin Giovanni Bausan, par le sous-marin britannique HMS Grampus (N56) dans les eaux de la Sicile,.
Le jour suivant, le torpilleur est à nouveau torpillé par le HMS Grampus au large de Syracuse; là encore, le navire italien peut éviter les torpilles.
Le 16 juin, l'unité fait partie d'une patrouille de ratissage anti-sous-marine en compagnie de ses navires-jumeaux Circe, Clio et Calliope. Vers sept heures du soir, le Circe aperçoit un périscope: il appartient à nouveau au HMS Grampus, qui plonge peu après, non sans avoir lancé deux torpilles contre le Polluce,,. Ayant évité les torpilles, ce dernier, ainsi que le Circe et le Clio, passent à la contre-attaque avec des grenades sous-marines. Au neuvième passage de l'attaque, une grande quantité de débris émerge à la surface. Frappé par les bombes, le HMS Grampus coule à la position géographique de 37° 05′ N, 17° 30′ E, à environ 105 milles nautiques (195 km) à l'est de Syracuse, sans aucun survivant parmi les 59 membres d'équipage. Le bombardement qui a coulé le HMS Grampus est attribué au Polluce (également en compétition avec le Circe).
Au cours de l'année 1941, le torpilleur est modifié avec l'élimination des inefficaces mitrailleuses de 13,2 mm et leur remplacement par huit canonsde 20/65 mm,.
Le 8 mars 1941, le Polluce, avec le Pallade, rejoint à Palerme l'escorte d'un convoi - les cargos à moteur Andrea Gritti et Sebastiano Venier escortés par le torpilleur Alcione - qui est parti de Naples deux jours auparavant. Avec l'appui supplémentaire des torpilleurs Centauro et Clio, qui escortent ce convoi et un autre, les navires poursuivent leur route du port sicilien jusqu'à Tripoli où ils arrivent, sans dommage, à 13h30 le 11 mars.
Le 1er avril, le Polluce navigue de Naples à Tripoli, escortant - avec les destroyers Euro, Tarigo et Baleno et le torpilleur Partenope - un convoi de transports de troupes Esperia, Conte Rosso, Marco Polo et Victoria. Les navires arrivent à destination le lendemain.
Le 18 mai, l'unité escorte de Tripoli à Benghazi le vapeur Giovinezza, lorsque ce dernier, torpillé par le sous-marin HMS Tetrarch (N77), coule à la position géographique de 31° 55′ N, 19° 54′ E (au large de Benghazi).
Le 30 mai, le convoi que le Pallade et le Polluce escortent au large de Syrte, formé par les vapeurs Tilly Russ (allemand) et Ca' Da Mosto (italien) est attaqué sans succès par le sous-marin britannique HMS Utmost (N19). Les navires atteignent Tripoli sains et saufs le jour suivant.
Le 9 juin, le Pallade et le Polluce quittent Tripoli pour escorter les navires à vapeur Silvio Scaroni, Cadamosto et Aosta vers Benghazi, mais le lendemain, le convoi est attaqué par le sous-marin britannique HMS Taku (N38). Le Silvio Scaroni, torpillé, coule à la position géographique de 32° 27′ N, 18° 42′ E (à 70 milles nautiques (130 km) par 283° de Benghazi), tandis que les deux torpilleurs, après avoir bombardé le HMS Taku avec des grenades sous-marines (sans résultat), continuent avec les deux transports vers Benghazi, où ils arrivent le même jour.
Le 19 juin, le Polluce est endommagé alors qu'il escorte un convoi vers la Libye, il est pris en remorque par le vapeur Caffaro.
Le 7 septembre 1941, le Polluce et son navire-jumeau Centauro prennent la relève du vieux torpilleur Fabrizi à Messine, escortant les navires marchands allemands Livorno et Spezia vers Benghazi. Le 11 septembre, le sous-marin britannique HMS Thunderbolt (N25) attaque le convoi au large de Béjaïa et touche le Livorno, qui coule à la position géographique de 31° 58′ N, 19° 23′ E, tandis que les autres navires atteignent leur destination dans la journée.
Le 14 septembre, le Polluce escorte le vapeur allemand Tinos à une trentaine de milles nautiques (55 km)  au nord-ouest de Benghazi, lorsque le transport est attaqué par le sous-marin HMS Thunderbolt. Cette fois, les torpilles manquent la cible.
Le 14 octobre, le torpilleur quitte Tripoli pour venir en aide au navire à vapeur Bainsizza qui, torpillé par des bombardiers-torpilleurs britanniques à la position géographique de 34° 15′ N, 12° 12′ E, tente de rejoindre le port pris en charge par les remorqueurs Ciclope et Max Barendt: tous les efforts sont vains et le navire marchand coule le lendemain.
Le 13 février 1942, le Polluce quitte Tripoli pour escorter vers Palerme, en compagnie du destroyer Premuda, les steamers Ariosto et Atlas, chargés de prisonniers de guerre. À 1h57 du matin du 14 février 1942, le Polluce, à la position géographique de 33° 18′ N, 12° 12′ E, est visé par le lancement de trois torpilles par le sous-marin polonais ORP Sokół, sans être touché. Le lendemain, le convoi est attaqué par un autre sous-marin britannique , le HMS P38. Le Ariosto, torpillé, se brise en deux et coule au large de la Tunisie, entraînant 158 des 410 hommes à bord, dont 138 prisonniers (sur un total de 294 embarqués). Après avoir récupéré les survivants, le Polluce escorte le Atlas jusqu'à Palerme, où il arrive à 15 heures le jour suivant.
Dans l'après-midi du 11 mai 1942, le navire quitte Naples pour Tripoli afin d'escorter - avec les destroyers da Recco et Premuda et les torpilleurs Castore, Pallade et Climene - un convoi composé des cargos modernes Gino Allegri, Reginaldo Giuliani, Ravello, Agostino Bertani et Unione et du grand vapeur allemand Reichenfels. Il s'agit de l'opération de circulation "Mira", qui nécessite l'envoi de 58 chars, 713 véhicules, 3 086 tonnes de carburant et d'huiles lubrifiantes, 513 hommes et 17 505 tonnes de munitions et autres fournitures,. Le Giuliani subit une panne de pompe et doit se replier sur Palerme; le Premuda est détaché pour l'escorter. Le reste du convoi arrive à destination indemne,.
Le 11 août 1942, le Polluce et le vieux torpilleur Papa mènent une action anti-sous-marine au sud de la Crète qui pourrait avoir conduit au naufrage du sous-marin britannique HMS Thorn (N11),, mais qui est en fait beaucoup plus probablement attribuable au torpilleur Pegaso.
Le 15 août, l'unité escorte de Brindisi à Benghazi, avec le destroyer da Recco et les torpilleurs Castore et Calliope, les grands navires à moteur Lerici et Ravello, quand, à 18h30, à la position géographique de 34° 50′ N, 21° 30′ E, le Lerici est torpillé et incendié par le sous-marin britannique HMS Porpoise (N14). Les de Recco, Castore et Ravello poursuivent leur route vers Benghazi, le Lerici, après d'inutiles tentatives de sauvetage par le Calliope, coule par l'arrière,. Le Polluce poursuit le sous-marin attaquant et croit à tort l'avoir coulé (en fait le Porpoise a été endommagé), après quoi il participe, avec le Calliope, au sauvetage des survivants du Lerici.
Le 24 août, le Polluce (commandé par le lieutenant de vaisseau (tenente di vascello) Tito Burattini) et son navire-jumeau Climene rejoignent au Pirée, avec le vapeur Tergestea, un convoi venant de Brindisi et composé du destroyer da Recco et du navire à moteur Manfredo Camperio. Une fois arrivé dans le port grec, le convoi est rejoint par le vapeur Tergestea et les torpilleurs Polluce et Climene. Après le départ du convoi pour Benghazi, le 27 août à 7h49, le Camperio est torpillé par le sous-marin HMS Umbra (P35) et incendié,. Le Polluce reçuoit la mission d'aider le navire endommagé et le fait en tous points. Il transfère sur le Camperio une partie de l'équipage pour aider les marins du navire à moteur dans le travail d'extinction des incendies et essaie de s'approcher de l'unité endommagée afin d'utiliser au mieux ses équipements de lutte contre l'incendie, mais tout cela est inutile et sur ordre du commandant du da Recco, le capitaine de vaisseau (capitano di vascello) Cocchia, qui craint que l'explosion éventuelle du navire marchand - chargé de munitions - n'entraîne la perte du Polluce, le torpilleur renonce à sauver le Camperio (ce qui est de toute façon improbable) et, après avoir récupéré l'équipage, l'achève à coups de canon. Le navire à moteur coule à 12h28, à la position géographique de 35° 39′ N, 23° 07′ E,. Pendant que le da Recco poursuit le sous-marin attaquant et rejoint ensuite le reste du convoi qui continuait vers Benghazi, le Polluce, après les opérations de sauvetage des naufragés, se dirige vers le Pirée où il débarque.
Le 2 septembre 1942, à huit heures, le Polluce quitte le Pirée pour escorter vers Tobrouk, avec les navires-jumeaux Lupo, Castore et Calliope, un convoi composé des vapeurs Padenna, Sportivo et Bianchi. À 18h45 le 3 septembre, le convoi subit une première attaque de bombardiers Consolidated B-24 Liberator. La réaction de l'escorte disperse la formation attaquante, l'obligeant à battre en retraite. Vers minuit, une nouvelle attaque aérienne commence: le Bianchi est touché et explose, coulant en quelques secondes, tandis que les autres unités se séparent: le Lupo et le Castore partent avec le Sportivo, le Polluce et le Calliope continuent dans une autre direction avec le Padenna. Aux premières heures du 4 septembre, une nouvelle attaque aérienne commence: un avion plonge sur le Polluce et le frappe avec une bombe incendiaire sur le pont arrière, détruisant le canon de poupe de 100 mm et provoquant un énorme incendie et de nombreuses victimes et blessés. Le Calliope se précipite à l'aide de l'unité jumelle, la flanquant et laissant le Padenna continue seul (qui à 2h57 du matin est touché par deux torpilles lancées par le sous-marin britannique HMS Thrasher (N37) et coule à la position géographique de 32° 44′ N, 24° 11′ E). Les flammes sont partiellement maîtrisées avant qu'elles n'atteignent les réserves de carburant et le Polluce  est pris en remorque par le Calliope, qui tente de le remorquer vers la côte, mais l'état de la mer se dégrade et, à un certain moment, une vague frappe la partie arrière du navire endommagé, qui commence à couler. Alors que l'équipage l'abandonne, le torpilleur disparaît rapidement au large des côtes de Tobrouk. Les survivants sont secourus par le navire-hôpital Virgilio.

### Commandement
- Lieutenant de vaisseau (Tenente di vascello) Ener Bettica (né à Castagnole delle Lanze le 17 février 1907) (10 juin - octobre 1940)
- Capitaine de corvette (Capitano di corvetta) Tito Livio Burattini (né à Ancône le 12 juin 1910) (octobre 1940 - 4 septembre 1942)

## Sources
- (it) Cet article est partiellement ou en totalité issu de l’article de Wikipédia en italien intitulé « Polluce (torpediniera) » (voir la liste des auteurs).